# Hélène de Saint-Père
Pour les articles homonymes, voir Saint-Père.
Hélène de Saint-Père, née le 7 juin 1963 à Brazzaville (République du Congo) et morte le 4 mai 2022 à Bruxelles, est une actrice française.

## Biographie
Hélène de Saint-Père se forme au métier de comédienne au cours Florent pendant trois ans puis au Théâtre Nanterre-Amandiers de Pierre Romans et Patrice Chéreau pendant deux ans. Sous leur direction, elle joue dans Penthésilée et La Petite Catherine de Heilbronn de Heinrich von Kleist et Platonov d'Anton Tchekhov au Festival d'Avignon. Elle tourne dans Hôtel de France de Patrice Chéreau avec toute la troupe des Amandiers : Agnès Jaoui, Vincent Pérez, Marianne Denicourt, Valeria Bruni Tedeschi, Thibault de Montalembert, Bruno Todeschini, Marc Citti, Laurent Grévill...« A cette époque le théâtre des Amandiers était en pleine ébullition, nous étions quotidiennement en contact avec la réalité du métier, ce n’était pas du tout une école classique ».
Hélène de Saint-Père tourne ensuite dans Le bal du gouverneur de Marie-France Pisier, Miss Missouri d'Élie Chouraqui, Vendredi soir de Claire Denis, Il est plus facile pour un chameau... de Valeria Bruni Tedeschi, Peindre ou faire l'amour d'Arnaud et Jean-Marie Larrieu...
À la télévision, elle participe à de nombreux téléfilms et séries (Le juge est une femme, Joséphine, ange gardien, Les Petits Meurtres d'Agatha Christie...). En 1995, son rôle dans Le cauchemar d'une mère d'Éric Woreth est récompensé au Festival de télévision de Monte-Carlo,.
Au théâtre, elle joue dans Le Conte d'hiver de William Shakespeare avec Luc Bondy, Le Retour au désert de Bernard-Marie Koltès avec Patrice Chéreau, La guerre de Troie n'aura pas lieu de Jean Giraudoux avec Francis Huster…
En 2019, elle enseigne au Cours Florent.
Elle meurt à Bruxelles le 4 mai 2022 à l'âge de 58 ans des suites d'un cancer,.

## Filmographie

### Cinéma

#### Longs métrages
- 1987 : L'Amoureuse de Jacques Doillon
- 1987 : Hôtel de France de Patrice Chéreau
- 1989 : J'aurais jamais dû croiser son regard de Jean-Marc Longval
- 1990 : Le bal du gouverneur de Marie-France Pisier
- 1990 : Miss Missouri d'Élie Chouraqui
- 1991 : L'hiver à Lisbonne de José Antonio Zoria
- 1992 : La Règle du je de Françoise Etchegaray
- 1994 : Les Faussaires de Frédéric Blum
- 1995 : Sept en attente de Françoise Etchegaray (film en improvisation)
- 2002 : Peau d'ange de Vincent Perez
- 2002 : Vendredi soir de Claire Denis
- 2003 : Il est plus facile pour un chameau... de Valeria Bruni Tedeschi
- 2005 : Peindre ou faire l'amour d'Arnaud et Jean-Marie Larrieu
- 2007 : Je crois que je l'aime de Pierre Jolivet
- 2008 : La Fille de Monaco d'Anne Fontaine
- 2011 : Tu seras mon fils de Gilles Legrand
- 2018 : Ma reum de Frédéric Quiring
- 2020 : Les Apparences de Marc Fitoussi

#### Courts métrages
- 1994 : Bête de scène de Bernard Nissille
- 1994 : Les blanches neiges de Richard Bean
- 1996 : Autre chose à foutre qu'aimer de Carole Jacobbi
- 1998 : Des larmes dans les yeux de Hans Peter Blad
- 2007 : L'Arbre d'Hugo de Yoann de Montgrand et Marie Amachoukeli
- 2018 : La Créature de Gwanju Lee

### Télévision
- 1990 : Chronique d'une fin d'après-midi de Pierre Romans
- 1992 : Le don de David Delrieux
- 1995 : Le cauchemar d'une mère d'Éric Woreth
- 1996 : Emma Saurel d'Arnaud Sélignac
- 1996 : La vie comme un dimanche de Roger Guillot
- 1997 : Le Mâle dans ma peau de Michaëla Watteaux
- 1997 : Le monde d'Angelo de Pascal Kané
- 1998 : Maigret : Un meurtre de première classe de Christian de Chalonge
- 1999 : Sherpa de Marc Angelo
- 1999 : Le juge est une femme, épisode Suspectes de Pierre Boutron
- 2000 : L'ami de Patagonie d'Olivier Langlois
- 2000 : Joséphine, ange gardien, Des Cultures différentes de Philippe Monnier
- 2000 : Maïmiti l'enfant des îles de Serge Meynard
- 2002 : Brigade des mineurs de Miguel Courtois
- 2002 : L'amant de mes rêves de Christian François
- 2004 : Fabien Cosma, épisode Comptes à rebours de Jean-Claude Sussfeld
- 2006 : Passés troubles de Serge Meynard
- 2006 : Deux amis de Gérard Jourd'hui, collection Maupassant
- 2006 : L'Enfant du secret de Serge Meynard
- 2007 : Les jurés de Bertrand Arthuys
- 2009 : Les Petits Meurtres d'Agatha Christie : Am stram gram de Stéphane Kappes
- 2009 : Entre deux eaux de Michaëla Watteaux
- 2010 : Les Frileux de Jacques Fansten
- 2010 : La Vénitienne de Saara Saarela
- 2010 : Profilage de Pascal Lahmani
- 2010 : Famille d'accueil de Bertrand Arthuys
- 2011 : L'Infiltré de Giacomo Battiato
- 2011 : Je, François Villon, voleur, assassin, poète... de Serge Meynard
- 2011 : Rani d'Arnaud Sélignac
- 2012 : Le Sang de la vigne
- 2013 : La Croisière de Pascal Lahmani
- 2013 : Dangereuses retrouvailles de Jérôme Debusschère
- 2013 : Une chance de trop de François Velle
- 2016 : La Stagiaire de Christophe Campos
- 2016 : Bébés volés d'Alain Berliner
- 2016 : Les Liens du cœur de Régis Musset
- 2017 : Caïn : Saison 5 ; épisodes 5, 6 de François Velle
- 2017 : Mongeville, épisode Faute de goût de Stéphane Malhuret
- 2017 : Alex Hugo, épisode Sur la route de Philippe Bérenger
- 2017 : Commissaire Magellan, épisode Pour ma fille de Lionel Chaton
- 2018 : Jacqueline Sauvage : C'était lui ou moi d'Yves Rénier
- 2019 : Les mystères du Bois-Galant de Lorenzo Gabriele
- 2019 : Ennemi Public (saison 2)
- 2020 : Moloch, mini-série d'Arnaud Malherbe

### Réalisatrice
- 2012 : Ferme les yeux, fiction produite par Sequoïa Films, 7 min 55 s, Prime à la qualité CNC.

## Théâtre
- 1987 : Penthésilée de Heinrich von Kleist, mise en scène Pierre Romans, Festival d'Avignon, Théâtre Nanterre-Amandiers
- 1987 : La Petite Catherine de Heilbronn de Heinrich von Kleist, mise en scène Pierre Romans, Festival d'Avignon, Théâtre Nanterre-Amandiers
- 1987 : Platonov d'Anton Tchekhov, mise en scène Patrice Chéreau, Festival d'Avignon, Théâtre Nanterre-Amandiers
- 1988 : Chronique d'une fin d'après-midi, adaptation composée de fragments de Tchekhov, mise en scène Pierre Romans
- 1988 : Le Conte d'hiver de William Shakespeare, mise en scène Luc Bondy
- 1989 : Le Retour au désert de Bernard-Marie Koltès, mise en scène Patrice Chéreau, Théâtre Renaud-Barrault
- 1991 : Fin de siècle d'Oscar Wilde, mise en scène Richard Bean
- 1992 : Le voyant de Marco Lodolli, mise en scène Richard Bean
- 1994 : La guerre de Troie n'aura pas lieu de Jean Giraudoux, mise en scène Francis Huster pour les Estivales de Perpignan
- 1996 : Ne tue ton père qu'à bon escient de Gilbert Lely, mise en scène Christian Rist, Festival Avignon, Maison de la Poésie
- 1997 : Quartett de Heiner Muller, mise en scène Benoît Lavigne, festival Avignon et Théâtre du Ranelagh
- 2005 : Jacques a dit de Marc Fayet, mise en scène José Paul, en tournée
- 2005 : Slogans de Maria Soudaïeva, mise en espace Bérangère Bonvoisin, Théâtre de la Colline

### Opéra
- 1995 : Les Adieux de Marcel Landowski, mise en scène Simone Amouyal.

## Distinction
- Festival de télévision de Monte-Carlo 1995 : prix d'interprétation féminine pour Le Cauchemar d'une mère